# The Soft Bulletin
Az 1999-es The Soft Bulletin a The Flaming Lips kilencedik nagylemeze. Az albumra a fülbemászó dallamok és a könnyebben elfogadható zene jellemző, ami eltér az előző albumaiktól. A dalszövegek komolyabbak, tele mondanivalóval.
A borítón egy 1996-os, LSD-ről szóló Life magazin-cikkhez készített kép módosított változata látható. A képet Lawrence Schiller készítette, a képen Neal Cassady beat-szerző látható.
Habár a Billboard 200-ra sosem került fel, a kritikusok és a rajongók magasztalták, több 1999 legjobb... listára került fel. A The Soft Bulletin sokak szerint megalapozta a The Flaming Lips későbbi zenei identitását. 2006-ban az album bekerült az 1001 lemez, amit hallanod kell, mielőtt meghalsz című könyvbe. A Pitchfork Media 1990 legjobb 100 albuma listán a 3. helyre került.

## Az album dalai
|     | Cím                                   | Szerző(k)        | Hossz |
| --- | ------------------------------------- | ---------------- | ----- |
| 1.  | Race for the Prize (Mokran-remix)     | The Flaming Lips | 4:09  |
| 2.  | A Spoonful Weighs a Ton               | The Flaming Lips | 3:32  |
| 3.  | The Spark That Bled                   | The Flaming Lips | 5:55  |
| 4.  | The Spiderbite Song                   | The Flaming Lips | 4:02  |
| 5.  | Buggin' (Mokran-remix)                | The Flaming Lips | 3:16  |
| 6.  | What Is the Light?                    | The Flaming Lips | 4:05  |
| 7.  | The Observer                          | The Flaming Lips | 4:11  |
| 8.  | Waitin' for a Superman                | The Flaming Lips | 4:17  |
| 9.  | Suddenly Everything Has Changed       | The Flaming Lips | 3:54  |
| 10. | The Gash                              | The Flaming Lips | 4:02  |
| 11. | Feeling Yourself Disintegrate         | The Flaming Lips | 5:17  |
| 12. | Sleeping on the Roof                  | The Flaming Lips | 3:09  |
| 13. | Race for the Prize                    | The Flaming Lips | 4:18  |
| 14. | Waitin' for a Superman (Mokran-remix) | The Flaming Lips | 4:19  |

## Közreműködők
- Wayne Coyne – ének, gitár, ütőhangszerek
- Michael Ivins – basszusgitár, ének
- Steven Drozd – gitár, billentyűk, szintetizátor, dob

## Fordítás
Ez a szócikk részben vagy egészben a The Soft Bulletin című angol Wikipédia-szócikk ezen változatának fordításán alapul.  Az eredeti cikk szerkesztőit annak laptörténete sorolja fel. Ez a jelzés csupán a megfogalmazás eredetét és a szerzői jogokat jelzi, nem szolgál a cikkben szereplő információk forrásmegjelöléseként.